# Miroslav Hroch
Miroslav Hroch (ur. 14 czerwca 1932 w Pradze) – czeski historyk. 
Zdobył międzynarodową sławę swoimi pracami na temat powstawania i ewolucji ruchów narodowych państw Europy Środkowo-Wschodniej. Pracuje na Uniwersytecie Karola w Pradze. W 1997 roku otrzymał tytuł doktora honoris causa Uniwersytetu w Uppsali. Jego żoną była Věra Hrochová. 

## Wybrane publikacje
- Oliver Cromwell (1968)
- Die Vorkämpfer der nationalen Bewegung bei den kleinen Völkern Europas, (1968)
- Obrození malých evropských národů, (1970)
- (współautor: Věra Hrochová), Křižáci v Levantě, (1975)
- 17. století – krize feudální společnosti?, (1976)
- Buržoazní revoluce v Evropě, (1981)
- Social Preconditions of National Revival in Europe, (1985, 2000)
- Úvod do studia dějepisu, (1985)
- Evropská národní hnutí v 19. století, (1986)
- Králové, kacíři a inkvizitoři, (1987)
- Velká francouzská revoluce a Evropa 1789–1800, (1990)
- Die Entstehung der Nationalbewegungen in Europa (1750–1849), (1993)
- (współautor: Věra Hrochová), Křižáci ve Svaté zemi, (1996)
- Na prahu národní existence, (1999)
- V národním zájmu, (1999)
- In the National Interest, (2000)
- La naturalesa de la nació, (2001)
- Malé národy Evropy, (2003)
- Ethnonationalismus – eine ostmitteleuropäische Erfindung?, (2004)
- Encyklopedie dějin novověku, (2005)
- Dějiny Norska, (2005)
- Das Europa der Nationen, (2005)
- Národy nejsou dílem náhody, (2009)

## Publikacje w języku polskim
- (współautor: Věra Hrochová), Krzyżowcy w Lewancie: w obronie grobu Chrystusa, przeł. Zdzisław Dobrzyniecki, Warszawa: "Ancher" 1992.
- Małe narody Europy: perspektywa historyczna, przeł. Grażyna Pańko, Wrocław: Zakład Narodowy im. Ossolińskich 2003.